# Коллен д’Арлевиль, Жан-Франсуа
Жан-Франсуа Коллен д’Арлевиль (фр. Jean-François Collin d’Harleville; 30 мая 1755[…], Ментенон — 24 февраля 1806[…], Париж, Франция) — французский драматург, член Французской академии (с 1803; на кресле № 7).
Автор нескольких комедий характеров, из которых наиболее известна «Le vieux célibataire». Из других комедий имели успех: «L’Inconstant», «L’optimiste», «Mr. Crac dans son petit Castel» и др. Поэтические произведения Коллена, состоящие преимущественно из «Epitres», стоят ниже драматических. Лучшее издание его комедий Андрие («Théâtre et poésies fugitives», П., 1822, 4 т.). Кроме того, изданы были «Oeuvres choisies» (1826) и «Théâtre» Моландом.